# Nasoni Indijanci
Nasoni (Assony, Nasoui, Nassonite, Nazone, Nisohone), pleme ili plemena Caddoan Indijanaca naseljenio u sjeveroistočnom Teksasu, i u 17. i 18. stoljeću podijeljeno na Lower i Upper Nasone. Upper Nasoni bili su članovi konfderacije Kadohadacho, i živjeli su duž Red Rivera na sjeveru okruga Bowie; Lower Nasoni iz područja okruga Rusk, bijahu članovi saveza Hasinai. 
Obje grupe Nasona bile su i pod različitim bjelačkim utjecajem, Lower Nasoni pod utjecajem Španjolaca, a Upper pod utjecajem Francuza. Ratovi i bolesti dokrajčili su ih te su negdje 1880-tih apsorbirani od drugih Caddoanskih grupa, Lower Nasoni su po svoj prilici apsorbirani od Anadarko, a Upper Nasoni od Kadohadacho Indijanaca. 
Nasoni bi mogli imati neidentificiranih potomaka među današnjim Caddo Indijancima u okrugu Caddo u Oklahomi. 

## Vanjske poveznice
- Nasoni Indians